# Obetia tenax
Obetia tenax là loài thực vật có hoa trong họ Tầm ma. Loài này được Friis mô tả khoa học đầu tiên năm 1983.